# Teletna
Teletna è stata un'emittente televisiva regionale catanese, la prima nata a Catania e una delle prime in assoluto d'Italia. Dagli anni ottanta fino alla metà degli anni 2000 è stata affiliata a diverse syndication, tra cui Euro TV, Junior TV, Odeon TV, Cinquestelle ed Europa 7.

## Storia
Teletna aprì ufficialmente le sue trasmissioni il 27 marzo del 1975 fondata da Giuseppe Recca e Carlo Grasso, il monoscopio venne mandato in onda già dal 15 marzo antecedente al giorno ufficiale d'inizio per effettuare delle prove tecniche di trasmissione.
Intorno alla prima metà del 1983 Teletna fu acquistata dall'editore Mario Ciancio Sanfilippo (già editore di Antenna Sicilia); il programma televisivo di punta dell'emittente fu Insieme che viene condotto dal giornalista Salvo La Rosa dal 1994 (anno dell'esordio) al 2015.
Quando nel 2004 la legge Gasparri riaprì il mercato delle frequenze, quelle su cui veniva trasmessa Teletna vennero a poco a poco vendute dall'editore e dal 2 settembre del 2005 lo storico marchio di Teletna scomparve dai teleschermi mantenuto su un'unica frequenza in coppia con quello di Antenna Sicilia, onde evitare la revoca della concessione.
Dal 18 dicembre 2009 al 31 dicembre 2013 Teletna ricomincia a trasmettere in digitale e dal 1º gennaio 2014 l'emittente cambia nome in Sicilia Channel mantenendo inalterato il proprio palinsesto. 

## Palinsesto

### 1975-2005
Inizialmente il palinsesto di Teletna era di tipo generalista, la rete puntò molto sui programmi di intrattenimento generale come i dibattiti e i varietà; dopo l'acquisizione da parte di Mario Ciancio Sanfilippo, l'emittente divenne la rete ammiraglia del gruppo al posto di Antenna Sicilia dove sperimentò una programmazione mista per famiglie, maggiormente attiva sui temi dall'approfondimento della città di Catania e provincia.
Dalla prima metà degli anni ottanta fino alla prima metà degli anni duemila, Teletna si alternò nella programmazione autoprodotta con la consorella Antenna Sicilia per la riproposizione del segnale delle varie syndication, in genere una delle due emittenti fungeva solo da ripetitore, salvo quando non c'erano trasmissioni su scala nazionale. Proprio su Teletna ci fu l’esordIo televisivo assoluto del giovanissimo conduttore Fabrizio Frizzi (1981).

### 2005-2013
Nell'ultima fase della sua esistenza, Teletna retrocesse da ammiraglia del gruppo alla qualifica di seconda emittente di nicchia, infatti quando Teletna non era collegata a una syndication (l'ultima ad associarsi fu Europa 7 tra il 2003 e il 2005), contava un palinsesto basato esclusivamente sulle repliche della programmazione di Antenna Sicilia.